# Race of Champions (Brands Hatch)
A Race of Champions egy korábbi Formula–1-es verseny, amely nem számított bele a világbajnokság végeredményébe. A versenyt kisebb megszakításokkal 1965 és 1983 között rendezték meg, a helyszín pedig, eltérően a mai, ugyanezen a néven futó versenytől, Brands Hatch volt. Az első versenyt Mike Spence nyerte, míg az utolsót Keke Rosberg, miután nagy harc után legyőzte Danny Sullivant.

## Győztesek

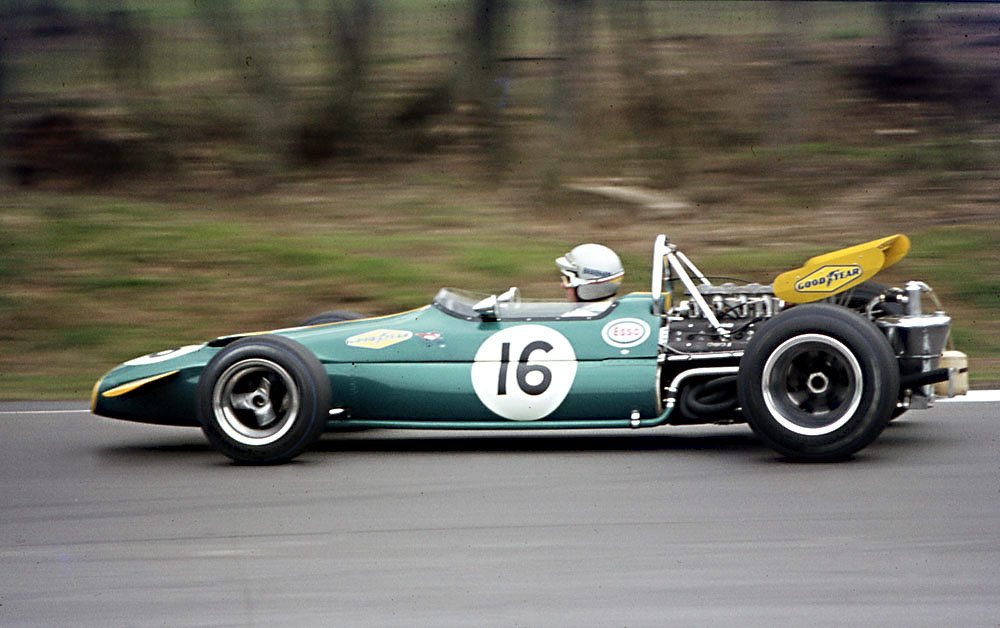
Jack Brabham az 1970-es versenyen

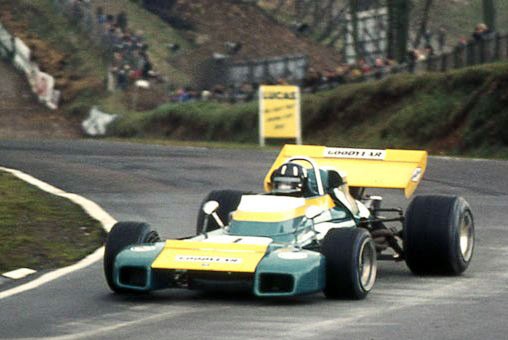
Graham Hill az 1971-es versenyen

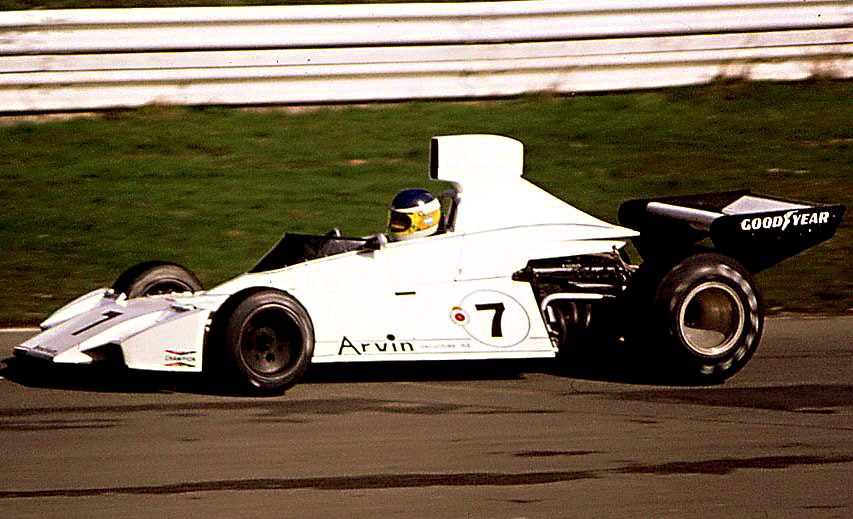
Carlos Reutemann az 1974-es versenyen

| Év          | Győztes versenyző  | Győztes konstruktőr | Összefoglaló      |
| ----------- | ------------------ | ------------------- | ----------------- |
| 1983        | Keke Rosberg       | Williams            | Összefoglaló      |
| 1982 - 1980 | Nem rendezték meg  | Nem rendezték meg   | Nem rendezték meg |
| 1979        | Gilles Villeneuve  | Ferrari             | Összefoglaló      |
| 1978        | Nem rendezték meg  | Nem rendezték meg   | Nem rendezték meg |
| 1977        | James Hunt         | McLaren             | Összefoglaló      |
| 1976        | James Hunt         | McLaren             | Összefoglaló      |
| 1975        | Tom Pryce          | Shadow              | Összefoglaló      |
| 1974        | Jacky Ickx         | Lotus               | Összefoglaló      |
| 1973        | Peter Gethin       | Chevron †           | Összefoglaló      |
| 1972        | Emerson Fittipaldi | Lotus               | Összefoglaló      |
| 1971        | Clay Regazzoni     | Ferrari             | Összefoglaló      |
| 1970        | Jackie Stewart     | March               | Összefoglaló      |
| 1969        | Jackie Stewart     | Matra               | Összefoglaló      |
| 1968        | Bruce McLaren      | McLaren             | Összefoglaló      |
| 1967        | Dan Gurney         | Eagle               | Összefoglaló      |
| 1966        | Nem rendezték meg  | Nem rendezték meg   | Nem rendezték meg |
| 1965        | Mike Spence        | Lotus               | Összefoglaló      |

† Formula 5000-es autó